# Gudrun Pflüger
Gudrun Pflüger (* 18. August 1972 in Graz; † 17. August 2023 in Radstadt) war eine österreichische Biologin und eine Skilanglauf- sowie Berglauf- und Crosslauf-Sportlerin.

## Leben
Gudrun Pflüger engagierte sich für den Erhalt der Natur, in der Vergangenheit setzte sie sich besonders für den Schutz kanadischer Wölfe ein.
Der 2005 entstandene und mehrfach ausgezeichnete Dokumentarfilm Auf der Spur der Küstenwölfe über die kanadischen Küstenwölfe dokumentiert ihre vierwöchige Suche nach den bis zu diesem Zeitpunkt dort nahezu unbekannten Tieren. In den Küstenregenwäldern British Columbias, den Great Bear Rainforest, spürte sie die Wölfe auf.
Am Ende ihrer Suche zeigte Gudrun Pfüger, dass wilde Wölfe Menschen friedlich begegnen, wenn sie sich nicht bedroht fühlen. Gudrun Pflüger verbrachte die Nacht auf einer großen Wiese in der Nähe eines zurückgelassenen jungen Wolfes. Das Rudel, das vermutlich noch nie Kontakt zu Menschen hatte, kehrte im Laufe der Nacht zurück und näherte sich neugierig dem fremden Wesen. Die Leitwölfin provozierte etwas durch Scharren, bedrohte aber Gudrun Pflüger nicht und fügte ihr keinen Schaden zu.
Dieses Erlebnis sah sie später als prägend an. Wenige Wochen nach den Filmaufnahmen wurde bei ihr ein Gehirntumor diagnostiziert. Gudrun Pflüger berichtet in dem Film auch über ihren Kampf gegen den Krebs. Ihr Zusammentreffen mit den Wölfen habe ihr Kraft gegeben und zitiert ein indianisches Sprichwort: „Ein Wolf zeigt sich dir nur, wenn er Dir etwas erzählen oder mitteilen will. Und ich denke, dass die Wölfe mir einfach ihre Kraft mitgeben wollten und ihre Ausdauer für meine neue Reise, die ich eben jetzt vor mir habe.“
Nach drei Jahren hatte Gudrun Pflüger den Krebs überwunden. Sie zog für einige Jahre ins Ökodorf Nipika in der kanadischen Wildnis und führte dort Touristen durch die Natur.
2009 kehrte sie zurück nach Österreich, dort brachte sie im gleichen Jahr einen Sohn zur Welt. Ein weiterer Dokumentarfilm mit ihr entstand: Running with Wolves (dt.: Die Wolfsfrau).
Gudrun Pflüger war am Projekt Alpenexpedition 2010–2012 aktiv beteiligt. Ziel war die Information über eine mögliche Wiederansiedlung von Wolf, Luchs und Bär im Alpenraum. Gemeinsam mit dem Wildtiermanager Peter Sürth durchquerten sie in verschiedenen Etappen den gesamten Alpenraum zu Fuß und mit dem Fahrrad. Der Kameramann Albert Ausosbsky dokumentierte die Expedition mit der Kamera.
Im August 2023 starb sie im Alter von 50 Jahren. Am Tag vor ihrem 51. Geburtstag erlag sie in ihrer Heimat Radstadt ihrem Krebsleiden, gegen das sie 18 Jahre lang gekämpft hatte.

## Sportliche Erfolge
- Berglauf-Weltmeisterschaften Platz 1: 1992, 1994, 1995 und 1996[5]
- Berglauf-Weltmeisterschaften  Platz 2: 1993[6]
- Österreichische Meisterschaft Crosslauf Platz 1: 1994, 1996, 1997 und 1999[7]

## Filme
- Auf der Spur der Küstenwölfe. Dokumentarfilm, Deutschland, 2007, 42:50 Min., Buch und Regie: Richard Matthews, Produktion: Matthey Film, Wild Images, ZDF, arte, Discovery Networks International, ORF
- Die Wolfsfrau. (Alternativtitel: Running with Wolves.) Dokumentarfilm, Deutschland, 2009, 44:30 Min., Buch und Regie: Richard Matthews, Produktion: Wild Images, Off the Fence, Smithsonian Channel, NDR Naturfilm, ORF, Reihe: Expeditionen ins Tierreich, Erstsendung: 5. Mai 2010 beim NDR, Inhaltsangabe mit Fotoserie vom NDR, online-Video-Ausschnitt vom Smithsonian Channel (engl.).